# Герб Ванинского района
Герб Ванинского муниципального района Хабаровского края Российской Федерации — составлен по правилам и соответствующим традициям геральдики и отражает исторические, культурные, социально-экономические, национальные и иные местные традиции.
Герб утверждён Решением № 52 Собрания депутатов Ванинского муниципального района 9 декабря 2004 года.
Герб внесён в Государственный геральдический регистр Российской Федерации под номером 1771.

## Описание герба
«В червлёном поле опрокинутое лазоревое остриё; поверх всего — золотой трёхмачтовый корабль с серебряными флюгерами и распущенными парусами, сопровождаемый в оконечности уложенной в вогнутый пояс золотой якорной цепью»

## Описание символики
Поле герба отражает географическое расположение Ванинского района на побережье Татарского пролива. Берега района и острова Сахалин показаны красным цветом, а Татарский пролив — синим.
Парусный корабль изображён как дань первопроходцам и исследователям Дальнего Востока. Корабль — символ вдохновения, достижения цели; а также характеризует район как морские ворота края, становление и развитие морского торгового порта способствовало развитию Ванинского района, усилению влияния России в Азиатско- Тихоокеанском регионе.
В июне 1973 года в первый рейс из бухты Ванино на Сахалин отправился морской паром, доставивший на остров народнохозяйственные грузы и пассажиров. Тем самым было положено начало работы уникальной железнодорожной паромной переправы. Переправа стала прочной транспортной связью между Сахалинской областью и материком, о чём в гербе говорит изображение цепи. Цепь — символ верности и служения.
Лазоревый (синий, голубой) цвет — символ чести, славы, преданности, истины, добродетели.
Золото — символ прочности, величия, богатства, интеллекта, великодушия.
Серебро — символ простоты, совершенства, благородства, мира, взаимного сотрудничества.
Червлёный (красный) — мужество, красота, сила, труд.
Авторы герба: идея — Богдан Михайлович Мусянович (посёлок Ванино), Председатель Собрания депутатов Ванинского муниципального района Хабаровского края, Глава Ванинского района (1999—2008 г.г.), Константин Мочёнов (Химки); обоснование символики: Кирилл Переходенко (Конаково); компьютерный дизайн: Галина Русанова (Москва).